# Oulins
Oulins és un municipi francès, situat al departament de l'Eure i Loir i a la regió de Centre – Vall del Loira. L'any 2007 tenia 1.078 habitants.

## Fills il·lustres
- Esprit Philippe Chédeville (1692-1782) compositor i músic.

### Població
El 2007 la població de fet d'Oulins era de 1.078 persones. Hi havia 366 famílies, de les quals 56 eren unipersonals (41 homes vivint sols i 15 dones vivint soles), 101 parelles sense fills, 190 parelles amb fills i 19 famílies monoparentals amb fills.
La població ha evolucionat segons el següent gràfic:
Habitants censats

### Habitatges
El 2007 hi havia 422 habitatges, 371 eren l'habitatge principal de la família, 32 eren segones residències i 20 estaven desocupats. 401 eren cases i 19 eren apartaments. Dels 371 habitatges principals, 317 estaven ocupats pels seus propietaris, 48 estaven llogats i ocupats pels llogaters i 6 estaven cedits a títol gratuït; 16 tenien dues cambres, 50 en tenien tres, 84 en tenien quatre i 221 en tenien cinc o més. 261 habitatges disposaven pel capbaix d'una plaça de pàrquing. A 120 habitatges hi havia un automòbil i a 237 n'hi havia dos o més.

### Piràmide de població
La piràmide de població per edats i sexe el 2009 era:
| Homes | Edats   | Dones |
| ----- | ------- | ----- |
| 0     | 95 o +  | 0     |
| 0     | 90 a 94 | 0     |
| 0     | 85 a 89 | 4     |
| 0     | 80 a 84 | 8     |
| 0     | 75 a 79 | 12    |
| 16    | 70 a 74 | 8     |
| 4     | 65 a 69 | 16    |
| 16    | 60 a 64 | 12    |
| 12    | 55 a 59 | 8     |
| 44    | 50 a 54 | 24    |
| 64    | 45 a 49 | 32    |
| 40    | 40 a 44 | 44    |
| 32    | 35 a 39 | 28    |
| 28    | 30 a 34 | 24    |
| 12    | 25 a 29 | 12    |
| 8     | 20 a 24 | 28    |
| 64    | 15 a 19 | 32    |
| 28    | 10 a 14 | 44    |
| 36    | 5 a 9   | 24    |
| 20    | 0 a 4   | 20    |

## Economia
El 2007 la població en edat de treballar era de 732 persones, 586 eren actives i 146 eren inactives. De les 586 persones actives 541 estaven ocupades (289 homes i 252 dones) i 45 estaven aturades (20 homes i 25 dones). De les 146 persones inactives 49 estaven jubilades, 53 estaven estudiant i 44 estaven classificades com a «altres inactius».

### Ingressos
El 2009 a Oulins hi havia 401 unitats fiscals que integraven 1.154 persones, la mediana anual d'ingressos fiscals per persona era de 21.539 €.

### Activitats econòmiques
Dels 36 establiments que hi havia el 2007, 1 era d'una empresa extractiva, 1 d'una empresa alimentària, 1 d'una empresa de fabricació d'altres productes industrials, 10 d'empreses de construcció, 6 d'empreses de comerç i reparació d'automòbils, 1 d'una empresa de transport, 2 d'empreses d'hostatgeria i restauració, 1 d'una empresa immobiliària, 10 d'empreses de serveis, 1 d'una entitat de l'administració pública i 2 d'empreses classificades com a «altres activitats de serveis».
Dels 12 establiments de servei als particulars que hi havia el 2009, 2 eren paletes, 2 guixaires pintors, 2 lampisteries, 3 electricistes, 1 perruqueria, 1 restaurant i 1 agència immobiliària.
L'únic establiment comercial que hi havia el 2009 era una fleca.
L'any 2000 a Oulins hi havia 5 explotacions agrícoles.

## Equipaments sanitaris i escolars
El 2009 hi havia una escola elemental integrada dins d'un grup escolar amb les comunes properes formant una escola dispersa.

## Poblacions més properes
El següent diagrama mostra les poblacions més properes.